# François Damilano
Pour les articles homonymes, voir Damilano.
Pas d'image ? Cliquez ici
François Damilano est un alpiniste, guide de haute montagne, écrivain et cinéaste français, né le 30 décembre 1959. Il est originaire du Mans. Il est connu pour ses nombreuses ouvertures de cascades de glace dans les années 1980 et 1990.

## Biographie
Le 9 mai 2008, après avoir escaladé le Putha Hiunchuli un sommet de 7 242 m, il fait la première ascension en solo d'un sommet vierge de 6 182 m dans le groupe du Dhaulagiri. Il le nomme en l'honneur d'Elizabeth Hawley, Pic Hawley.
Le 25 mai 2014, il gravit l'Everest (8 850 m) par l’arête nord.

## Ascensions réalisées par François Damilano

### Alpinisme classique
- 1995 : première répétition de Beyond good and Evil en face Nord de l'aiguille des Pélerins avec François Marsigny (voie ouverte en 1992 par Andy Parkin et Mark Twight, et qui a marqué une étape dans la difficulté en mixte moderne en montagne)

### Cascade de glace
- Visa pour l'Amérique - (6/IV) - 1987 - avec Godefroy Perroux et Philippe Pibarot (la cascade ne s'est jamais reformée depuis).
- Repentance Super - III/5+ - Val de Cogne - 2 mars 1989 - première avec Gian Carlo Grassi et Fulvio Conta, 220 m[4]
- La sorcière blanche V+/6+/M8/7a - janvier 2006 - Philippe Batoux et Benoît Robert. Filmé par Bertrand Delapierre[5].

## Filmographie
- En 2003, en escalade glaciaire, Bertrand Delapierre réalise le film Ice Up, sur une idée de François Damilano, avec François Damilano, Guy Lacelle et cinq autres grimpeurs.
- On va marcher sur l’Everest[6], film documentaire 54 min de François Damilano réalisé en 2014 avec Sophie Lavaud.
- K2, Une journée particulière[7] de François Damilano réalisé en 2017 – prix du meilleur film de l’Aventure au Morrocco International Film Festival avec Sophie Lavaud.
- Le Dernier Sommet[8] de François Damilano réalisé en 2023, avec Sophie Lavaud.